# Matthias Rentzsch
Matthias Rentzsch (* 23. September 1977 in Dresden) ist ein deutscher Politiker (AfD). Er zog als Sieger des Wahlkreises Dresden II – Bautzen II in den 21. Deutschen Bundestag ein.
Rentzsch wuchs in Dresden auf. Er absolvierte nach eigenen Angaben eine Ausbildung zum Elektroinstallateur und im Anschluss an den Wehrdienst eine kaufmännische Ausbildung in der Grundstücks- und Wohnungswirtschaft. Danach arbeitete er als Installateur für elektrotechnische Anlagen, Bausachverständiger und Fachbauleiter.
Rentzsch ist seit 2016 politisch aktiv. Von 2019 bis 2024 war er Mitglied im Stadtrat von Dresden. Er ist Mitglied des Ortschaftsrats von Cossebaude.